# 小倉ヶ浜道路

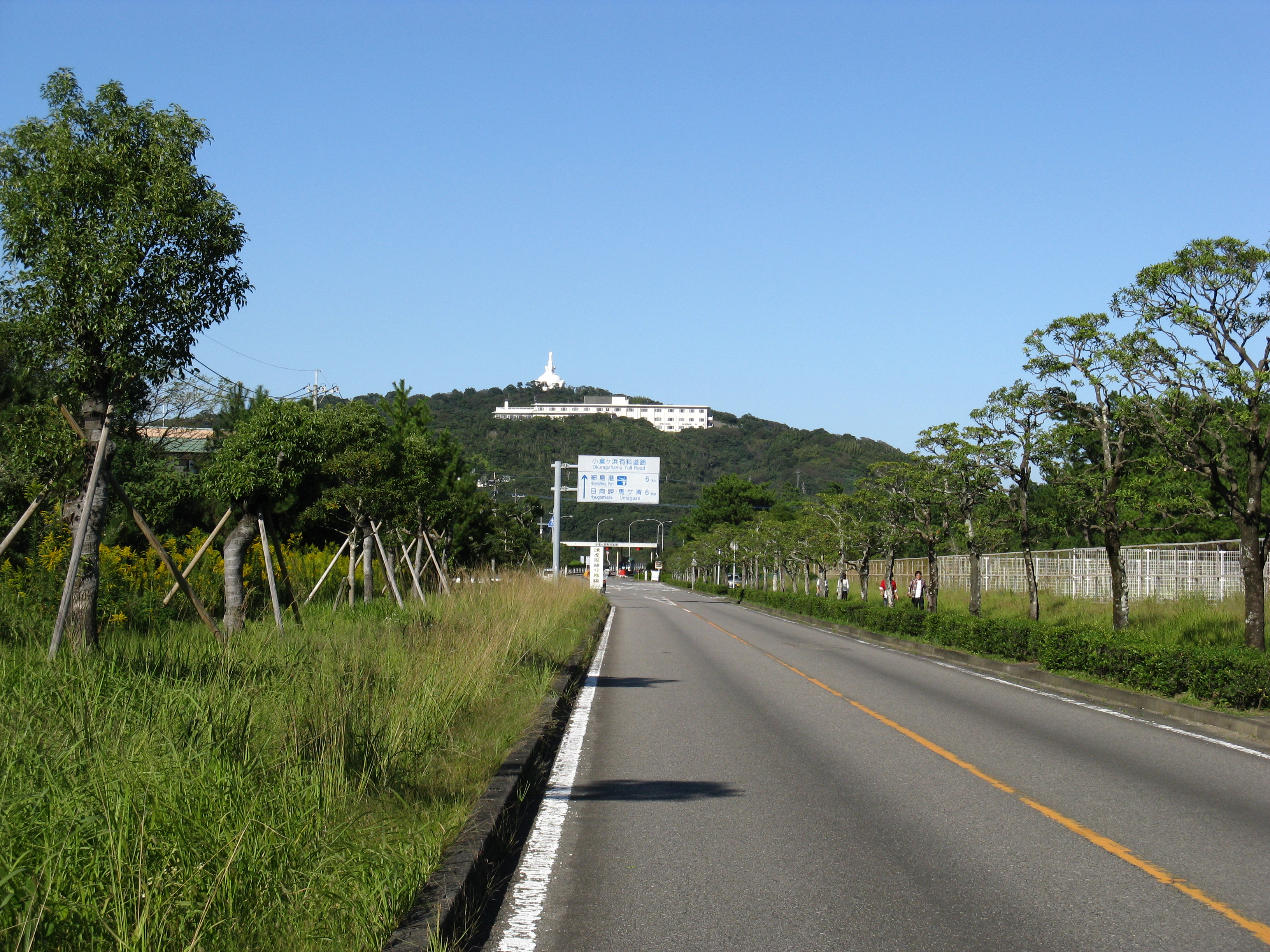
日知屋・細島方面（2011年10月）
前方に撤去前の料金所ゲートが見える

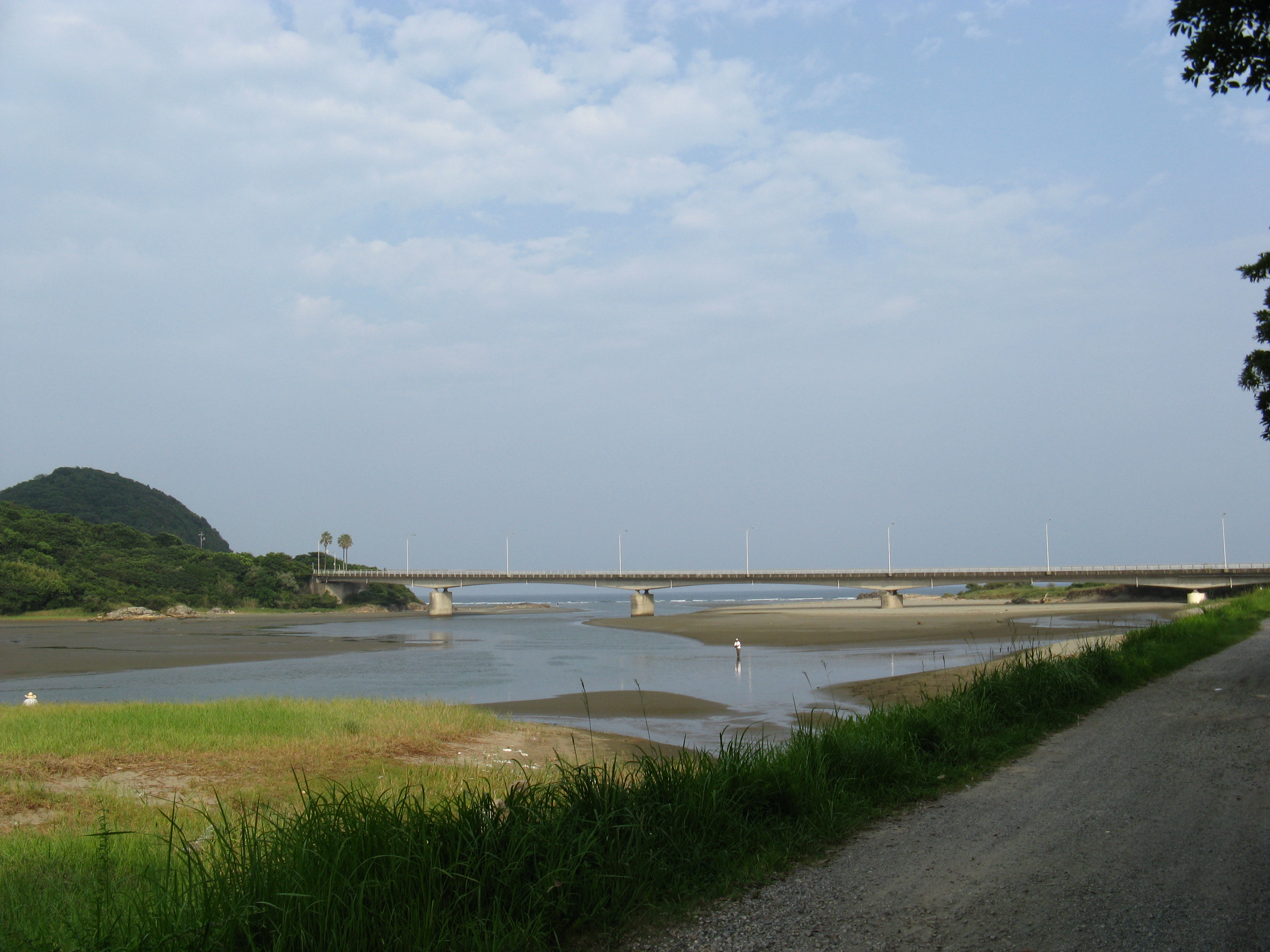
小倉ヶ浜大橋

小倉ヶ浜道路（おくらがはまどうろ）は、1984年3月30日に開通した、宮崎県日向市大字日知屋から同市大字財光寺に至るバイパス道路である。主要地方道宮崎県道15号日知屋財光寺線の一部を構成している。
かつては、宮崎県道路公社が管理する一般有料道路（小倉ヶ浜有料道路）であったが、2013年5月10日午前0時より無料開放された。無料化にあたって、当時の利用状況が約1200台/日と計画の4分の1に低迷していたことから、未返済の県の出資金2億2000万円は公社が管理する一ツ葉有料道路の黒字分が充てられた。

## 概要
| 有料道路名   | 小倉ヶ浜有料道路                                      |
| 路線名       | 宮崎県道15号日知屋財光寺線                            |
| 区間         | 宮崎県日向市大字日知屋から 宮崎県日向市大字財光寺まで |
| 事業費       | 11億円                                                |
| 工期         | 昭和57年2月～昭和59年3月                              |
| 延長         | 360m                                                  |
| 道路の規格   | 第4種第2級                                            |
| 設計速度     | 60km/h                                                |
| 車線数       | 2車線                                                 |
| 車線の幅     | 幅員3m                                                |
| 主な構造物   | 小倉ヶ浜大橋260m                                      |
| 償還完了予定 | 2013年（平成25年）5月9日                              |

## 歴史
- 1984年3月30日：供用開始[1]。
- 2013年5月10日：償還完了に伴い無料開放[2]。

## 通行料金
無料化以前の通行料金は以下の通りであった。
|             | 料金  |
| 普通車      | 100円 |
| 大型車（1） | 160円 |
| 大型車（2） | 370円 |
| 軽自動車等  | 50円  |
| 軽車両等    | 10円  |

- ETCには対応していない。
- 夜間22:00～6:00の間は無料。